# چیویتالوپارلا
چیویتالوپارلا (به ایتالیایی: Civitaluparella) یک کومونه در ایتالیا است که در استان کییتی واقع شده‌است.

## خصوصیات
چیویتالوپارلا ۲۲ کیلومترمربع مساحت و ۴۰۲ نفر جمعیت دارد و ۹۰۳ متر بالاتر از سطح دریا واقع شده‌است.